# Temple Fay
Temple Fay (Seattle, 9 gennaio 1895 – 7 marzo 1963) è stato un neurologo statunitense, professore e dirigente del dipartimento di neurochirurgia alla Temple University Medical School.
Pioniere nella ipotermia terapeutica, fu inventore del primo dispositivo di refrigerazione umana, in mostra sia al Smithsonian Museum che al British Museum.
Secondo Fay la temperatura corporea era un importante fattore fisiopatologico in alcune malattie come il cancro. La maggior parte dei pazienti di Fay con malattie in fase terminale mostrarono risultati positivi dopo la refrigerazione, i tassi di mortalità erano bassi (il metodo di raffreddamento che ha implementato costituisce la base dei metodi che usiamo oggi per indurre l'ipotermia).
Questi è stato anche il padre della cosiddetta "riorganizzazione neurologica", un metodo di riabilitazione che si basa sulla utilizzazione degli stessi riflessi patologici per ottenere l'utilizzazione della funzione desiderata..

## Biografia
Pioniere nella ipotermia terapeutica, fu inventore del primo dispositivo di refrigerazione umana, in mostra sia al Smithsonian Museum che al British Museum.
Secondo Fay la temperatura corporea era un importante fattore fisiopatologico in alcune malattie come il cancro.
La maggior parte dei pazienti di Fay con malattie in fase terminale mostrarono risultati positivi dopo la refrigerazione, i tassi di mortalità erano bassi.
Il metodo di raffreddamento che ha implementato costituisce la base dei metodi che usiamo oggi per indurre l'ipotermia